# Système de retraite en Suède
Jusqu'en 1998, le système de retraite en Suède, l'un des plus étudiés dans le cadre des réformes des systèmes de retraite en Europe avec celui de la Belgique, était par répartition, basé sur le salaire moyen des quinze meilleures années et une activité professionnelle d'au moins trente ans pour percevoir une retraite à taux plein
Dotée de l'espérance de vie la plus élevée d'Europe (84 ans pour les femmes et 77 ans pour les hommes), la Suède a attendu 1999, après un long processus de dialogue social et la recherche d'un compromis assurant un vote unanime au parlement, pour le réformer en profondeur.
La réforme a été plutôt bien accueillie, aussi bien par les médias que par le monde des affaires, car elle a été jugée politiquement et financièrement plus solide, et parce qu'elle assure une visibilité aux entreprises. Le taux des cotisations sociales est en effet supposé rester stable à moyen et long terme, compte tenu du mécanisme d'équilibrage automatique conçu pour s'adapter aux modifications des grandes variables économiques et démographiques.

## Réforme consensuelle, effectuée en deux temps et quatre ans
Les principes essentiels de la grande réforme du régime de retraite suédois ont été fixés dès 1991 par le gouvernement social-démocrate d’Ingvar Carlsson. Après un processus de concertation entre les sociaux-démocrates et une coalition de partis du centre et de la droite  menée par Carl Bildt, qui a duré de 1991 à 1994, la réforme a affronté avec succès un premier vote au Parlement en 1994, sur ses principes, puis dans un second temps sur l’intégralité de la législation en 1998. À cette époque, près de 80 % des députés s’étaient prononcés en faveur de cette réforme jugée radicale par les économistes. Le Parlement a adopté la législation « finale », qui met en place le mécanisme d’équilibre automatique, en mai 2001.

## Création d'un système à trois étages
La nouvelle version du système suédois conjugue deux régimes obligatoires : un de retraite par répartition et l’autre comptant des éléments de retraite par capitalisation, appelé aussi « système complémentaire », et qui se rapproche d'un système d’épargne privée.
Le système général est financé par une cotisation de 18,5 % du salaire, partagée entre les salariés et les employeurs, et répartie en deux tranches, la première de 16 % allouée à un système par répartition et la seconde de 2,5 %, capitalisée dans des fonds de pension. Chaque année en février, les cotisants reçoivent une « enveloppe orange », qui retrace l'évolution de leurs placements dans le cadre du système de capitalisation, et présente un calcul établi sur différentes hypothèses de croissance du montant de leur retraite à la date de leur départ.
Pour les hauts-revenus, la partie du salaire supérieure à 7,5 fois le quotient de base n’est pas prise en compte dans les cotisations et ne donne donc pas droit à plus de taux de remplacement de la retraite de base. Le revenu qui donne droit à une pension est principalement composé des salaires annuels compris entre le revenu minimum imposable (9000 couronnes) et le revenu maximum imposable (306750 couronnes en 2003). Les pensions versées représentent en moyenne un taux de remplacement du revenu d’activité de 60 % .

## Dérogations à l'âge légal et revenu plancher
L'âge légal de départ à la retraite en Suède est de 65 ans, mais des dérogations font que l'on peut la prendre à partir de 60 ans. Afin d'assurer l'équilibre du régime  court terme, la situation économique du pays, évaluée à travers une série de statistiques, est aussi prise en compte dans le calcul des retraites. Un plancher, ou retraite garantie, protège les personnes dont la retraite de base est trop faible. Pour retarder l'âge moyen de la retraite, des plans de formation destinés aux actifs de 40 à 50 ans ont été mis en place pour leur permettre de rester ensuite plus longtemps en poste.

## Calcul qui prend en compte la situation économique
Autre réforme engagée dans les années 2000, le taux de remplacement de la retraite de base est calculé sur le revenu moyen durant toute la vie active, et non plus sur les 15 meilleures années. Sont également prises en compte, à un barème moins favorable, les années passées à étudier, à effectuer son service militaire ou à s'occuper de jeunes enfants à la maison. La pension dépend du montant des cotisations, mais également de l'espérance de vie moyenne au moment du départ à la retraite, et de la croissance économique. Les Suédois reçoivent chaque année des informations concernant les sommes qu'ils ont versées, ainsi que des estimations du montant de la retraite mensuelle qu'ils seront en droit de toucher, sur la base de différentes hypothèses de croissance.
En résumé, cette réforme transfère des cotisants aux retraités les risques liés à la situation économique, et le niveau des retraites n'est plus garanti a priori : si la situation économique s'améliore, le niveau des pensions augmente ; si la situation, au contraire, se dégrade, le niveau des pensions baisse.